# Callao (métro de Madrid)
Pour les articles homonymes, voir Callao (homonymie).
Callao est une station des lignes 3 et 5 du métro de Madrid, en Espagne.

## Situation
Sur la ligne 3, la station se situe entre Plaza de España au nord-ouest, en direction de Moncloa, et Sol au sud, en direction de El Casar.
Sur la ligne 5, elle se situe entre Gran Vía à l'est, en direction de Alameda de Osuna et Ópera au sud-ouest, en direction de Casa de Campo.
Elle est établie sous la place de Callao, dans l'arrondissement du Centre. Elle comprend deux voies et deux quais latéraux sur chaque ligne.

## Historique
La station est mise en service le 15 juillet 1941, lors de l'ouverture du prolongement de la ligne 3 entre Sol et Argüelles. La ligne 5 est ouverte à la circulation le 5 juin 1968 entre Callao et Carabanchel.

## Service des voyageurs

### Accueil
La station possède deux vestibules. Le premier comprend un accès sur la place, doté d'escaliers et d'escaliers mécaniques et un accès direct par ascenseur depuis l'extérieur, deux autres bouches sur la Gran Vía ainsi qu'un couloir souterrain relié au centre commercial voisin. Le second comprend un accès rue Jacometrezo par un édicule vitré de forme rectangulaire, ainsi qu'un accès direct par ascenseur depuis l'extérieur.

### Intermodalité
La station est en correspondance avec les lignes d'autobus no 1, 2, 44, 46, 74, 75, 133, 146, 147 et 148 du réseau EMT.